# میلوگرافی
میلوگرافی نوعی معاینه رادیوگرافی است که در آن از یک ماده حاجب برای آسیب شناسی نخاع، از جمله محل آسیب نخاع، کیست ها و تومورها استفاده می شود. در گذشته، این روش شامل تزریق یک ماده حاجب پرتونگاری در ستون فقرات گردنی یا کمری و به دنبال آن چندین افکنش اشعه ایکس بود. امروزه، میلوگرافی تا حد زیادی با استفاده از اسکن های MRI جایگزین شده است، هرچند هنوز تحت شرایطی خاص، گاهی از این روش استفاده می شود. البته در حال حاضر معمولاً به جای افکنش اشعه ایکس، این تکنیک همراه با CT مورد استفاده قرار می گیرد.

## کاربردها
گاهی اوقات از میلوگرام برای تصویربرداری از نخاع در بیماران دچار به تنگی نخاع کمر استفاده می شود. 

## روش انجام
سی تی اسکن معمولاً پس از قرار گرفتن ماده حاجب رادیوگرافی با کمک فلوئوروسکوپی در یک پوشش کیسه مانند به نام سخت شامه نخاع (اولین، سخت ترین و بیرونی ترین لایه مننژهای نخاع) که نخاع و اعصاب را احاطه می کند، انجام می شود. این ماده معمولاً محلول در آب است و تا حد زیادی جای مایعات مبتنی بر چربی غیر محلول را گرفته است. این در حالیست که CT تا حد زیادی جایگزین افکنش های اشعه ایکس معمولی شده که در گذشته برای دستیابی به تصویر مورد استفاده قرار می گرفته اند.
در این فرایند معمولاً فرد در حالت دمر روی یک میز دراز کشیده و اندام تحتانی با بندهایی روی میز محکم می شوند. بعد از بی حس شدن نواحی پوست، ماده حاجب به داخل کیسه تکال تزریق شده و سپس میز به آرامی با یک حرکت دایره ای چرخانده می شود. به این صورت که ابتدا برای 4 تا 6 دقیقه قسمت سر میز به پایین می رود و پس از آن برای مدت مشابه، سر میز بالا برده می شود. سپس برای چند دقیقه فرد به صورت صاف دراز کشیده تا فرآیند کامل شود. این حرکت تضمین می کند که ماده حاجب به اندازه کافی در نخاع حرکت کرده است. پس از این فرآیند، تصویربرداری اشعه ایکس یا سی تی اسکن انجام می شود.
مراکز مراقبت بعد از عمل، اطمینان حاصل می کنند که عفونت (به ویژه عفونت های پوستی یا زیر جلدی، التهاب نخاع یا مننژیت یا انسفالیت یا سپسیس ) ایجاد نشده و اتصال قرار گرفته در محل لوله نخاعی جدا نمی شود. برای مثال، اغلب به بیماران تأکید می شود که از انجام فعالیت شدید و برداشتن اجسام سنگین پرهیز کنند. از برخی بیماران نیز خواسته می شود که سر خود را برای مدت زمان مشخصی حداقل 30 درجه بالا نگه دارند. عوارض ناشی از جراحی ممکن است باعث از بین رفتن مایع مغزی نخاعی (CSF) شود که می تواند سردردهای شدیدی را ایجاد کند. این مشکل را می توان با بازگشت به مراکز درمانی و انجام وصله خون رفع کرد. در این روش، مقدار کمی خون از بازو گرفته شده و به محل دقیق ضربه نخاعی تزریق می شود تا نشت CSF متوقف شود.

## کاهش استفاده با پیدایش MRI
امروزه، برای بیشتر تحقیقاتی که در گذشته توسط میلوگرافی انجام می شد، از MRI استفاده می شود. MRI نسبت به میلوگرافی مزایای زیادی دارد و در این روش نیازی به تزریق مایع حاجب به ستون فقرات نیست. با این حال، CT میلوگرام ممکن است برای بیمارانی که نمی توانند تحت تصویربرداری MRI قرار بگیرند (مثل افراد دارای ضربان ساز مصوعی قلب یا کاشت حلزونی شنوایی )، یا برای کسانی که MRI اطلاعات محدودی از آن ها فراهم می کند (مثل افرادی که فلزات گسترده در ستون فقراتشان قرار دارد)، مفید باشد.

## ماده حاجب
تا اواخر دهه 1970، آیوفندیلات (با نام های تجاری: Pantopaque ، Myodil) ماده حاجبی بود که اغلب در این روش استفاده می شد. آیوفندیلات یک ماده یددار مبتنی بر چربی بود که معمولاً در انتهای عمل، پزشکی که در حال انجام پونکسیون نخاعی بود، اقدام به حذف آن می کرد. حذف آیوفندیلات از بدن، نه تنها دشوار و دردناک بود بلکه هیچ تضمینی برای از بین رفتن کامل آن نیز وجود نداشت. در فرآیند حذف ماده حاجب، از بین رفتن مقداری از مایع مغزی نخاعی الزامی بود و همین کاهش CSF باعث می شد که در صورت بلند شدن بیمار از حالت دمر، فرد دچار سردرد شدیدی شود. برای رفع این مشکل بیمار به استراحت در حالت درازکش احتیااج داشت. علاوه بر این، باقی ماندن آیوفندیلات در بدن ممکن است گاهی منجر به ورم عنکبوتیه (یک اختلال مادام العمر دردناک و ناتوان کننده ستون فقرات) شود.  این امر، در طول دوران تجویز آیوفندیلات در میلیون ها بیمار میلوگرافی در مدت زمان بیش از سه دهه، باعث ایجاد شکایات قضایی گسترده ای در سراسر جهان شد.  پس از در دسترس قرار گرفتن مواد حاجب محلول در آب (مانند متریزامید) دیگر نیازی به حذف ماده حاجب نیست زیرا در نهایت جذب بدن می شود. هرچند مواد حاجب محلول در آب نیز در صورت وارد شدن به سر گاهی سردردهای شدیدی ایجاد می کند که برای رفع آن، بیمار نیاز به استراحت در حالت ایستاده دارد.

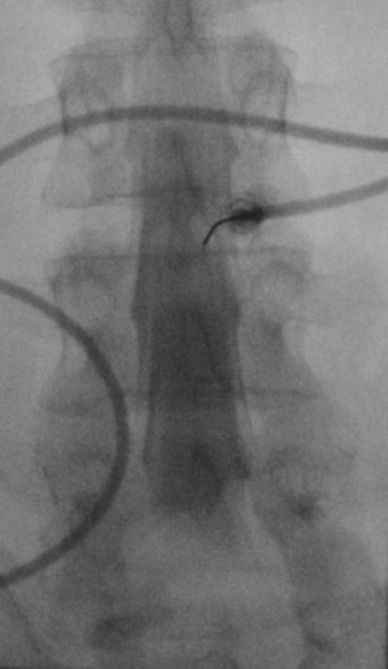
پونکسیون میلوگرافی
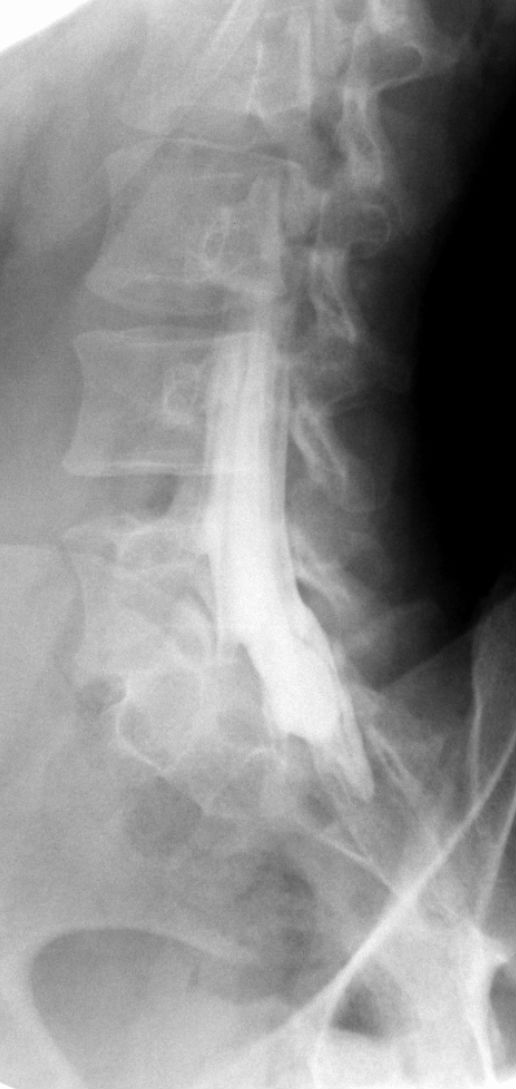
میلوگرافی معمولی در افکنش مورب. غلاف های ریشه عصب در شکل قابل مشاهده اند.
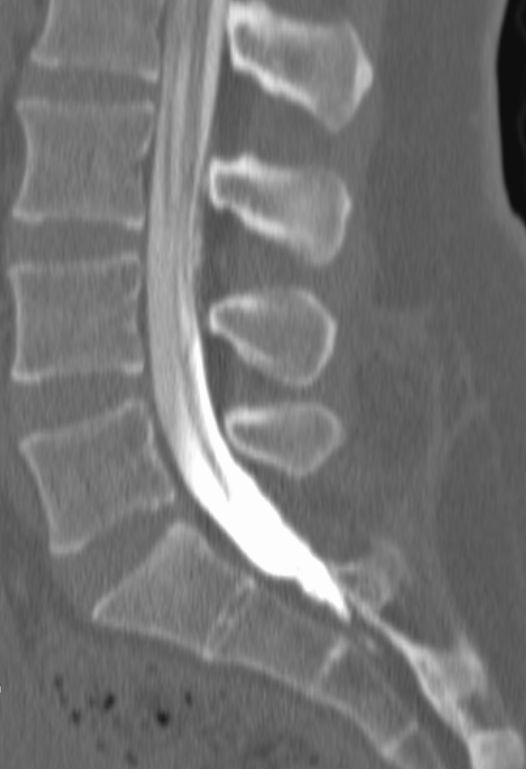
توموگرافی کامپیوتری بعد از میلوگرافی معمولی. نمایش بدون همپوشانی اغلب امکان ارزیابی مطمئن تری را فراهم می کند. تراکم بالای ماده حاجب ممکن است در صورت مخلوط نکردن کافی قبل از CT مشکل ساز باشد.

## لینک های خارجی
- U مریلند